# Минко Попов
Минко Георгиев Попов е деец на Вътрешната македонска революционна организация (обединена), Българската комунистическа партия и партизанин от партизанския отряд „Никола Парапунов“. Стопански деец.

## Биография
Минко Попов е роден през 1910 г. в Якоруда, тогава в Османската империя. Учи в Разложката гимназия. Член на РМС (1931) и БРП (1933). Работи като чирак в Юндола, Стара Загора и София.
В 1933 г. влиза във ВМРО (обединена) и в 1934 година заминава за Якоруда, за да създаде комитет на организацията там. За тази си дейност в 1935 година е осъден на 5 години затвор. Присъдата изтърпява в Софийския и Сливенския затвор. Освободен е през 1938 г.
Участва в Съпротивителното движение по време на Втората световна война. Партизанин от партизанския отряд „Никола Парапунов“ (1944).
През септември 1944 г. е председател на комитета на Отечествения фронт в град Сяр, пълномощник на Об.К на БРП (к) в Горна Джумая (1944-1948).
Директор на мина „Брежани“ (1949). Работи в мина „Бобов дол“ и ТКЗС „Горна Баня“, Софийско (1967). Нещатен сътрудник на организацията на БКП в Якоруда (1972).